# Frise chronologique
Pour les articles homonymes, voir Frise.

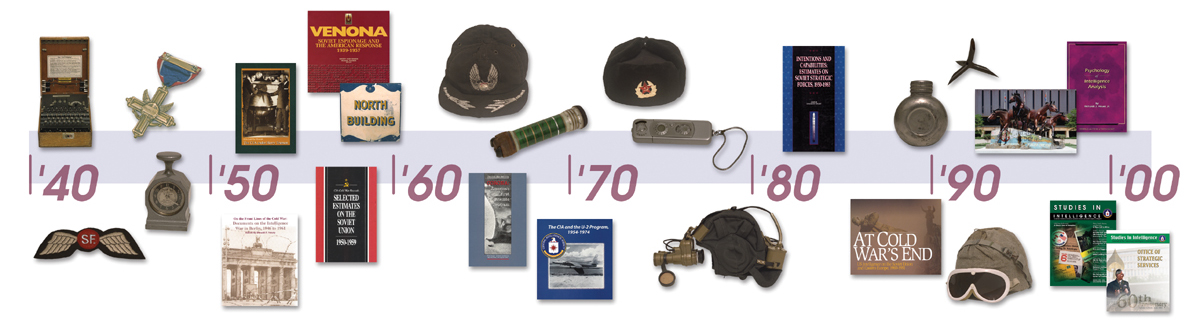
Frise chronologique en rapport avec la CIA

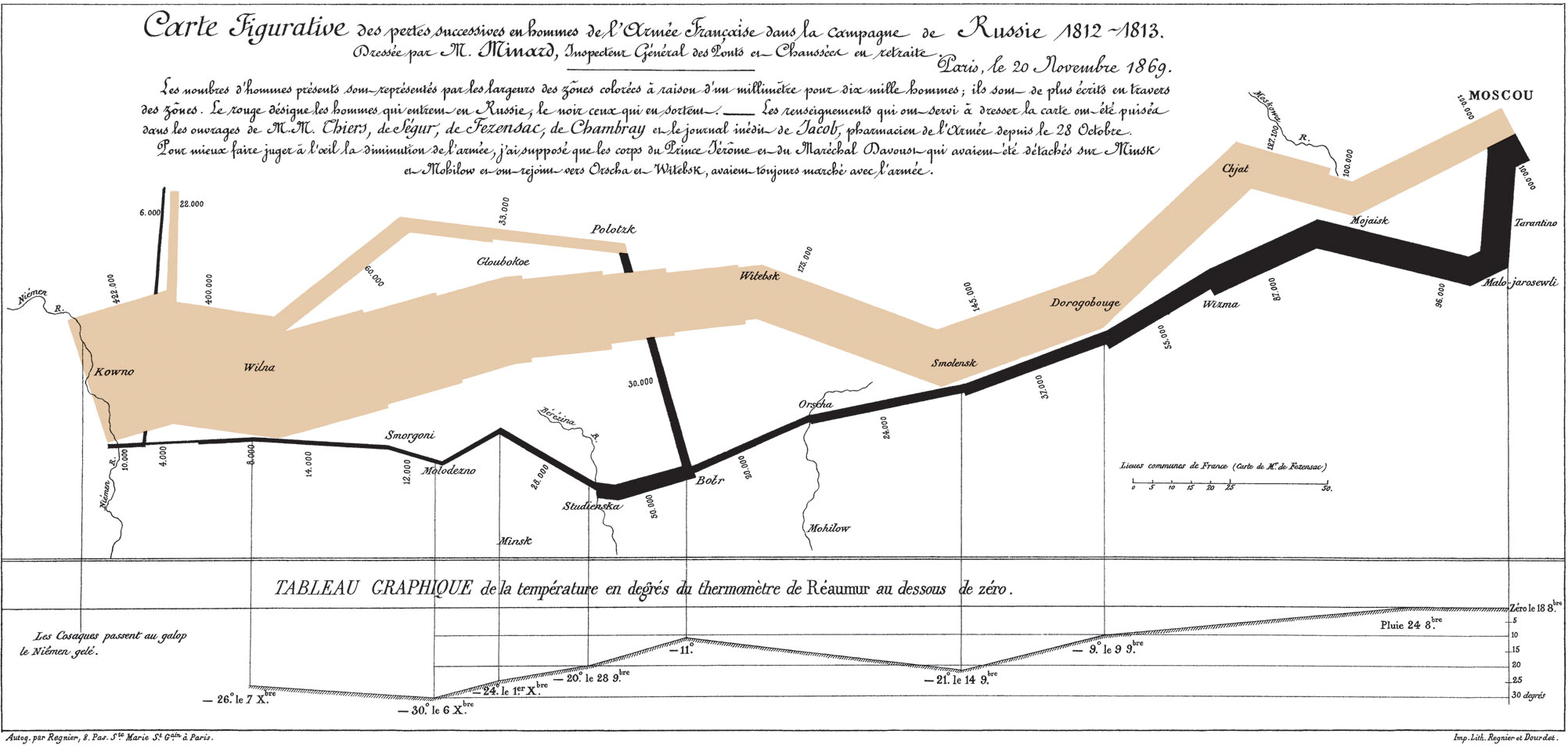
La marche de Napoléon, vue par Charles Minard

Une frise chronologique ou ligne du temps est une représentation linéaire d'évènements positionnés sur la flèche du temps ; elle associe des événements à leurs positions dans le temps le long d'une échelle graduée, ce en quoi elle se rapproche d'une chronologie.
On parle, par exemple, de la ligne du temps d'une civilisation ou de l'histoire des techniques pour représenter ses grands événements de part et d'autre d'une flèche qui part des temps les plus reculés et qui va vers le futur.
La ligne du temps présente un seul événement sur une période de temps, tandis que la frise chronologique permet de travailler la simultanéité des phénomènes. En d’autres mots, elle superpose graphiquement plusieurs événements d’une même période.

## Cinq grandes périodes de l'Histoire humaine
- la Préhistoire de l'apparition de l'humanité, il y a environ 3 à 5 millions d'années, à l'apparition de l'écriture en -3500
- l'Antiquité de l'apparition de l'écriture en -3500 à la chute de l'Empire romain en 476
- le Moyen Âge de la chute de l'Empire romain en 476 à la prise de Constantinople par les Ottomans en 1453 ou à la découverte de l'Amérique par Christophe Colomb en 1492
- l'époque moderne de 1453/1492 à la Révolution française en 1789
- l'époque contemporaine de la Révolution française en 1789 à aujourd'hui

Ces périodes concernent avant tout l'Europe voire l'Occident et perdent leur utilité à mesure qu'on s'en éloigne.

## Histoire

Histoire de France (1897)

- La représentation du temps par une flèche a souvent été utilisée pour présenter l'Histoire de la Terre, l'évolution, l'histoire de l'art ou des sciences, ou représenter de manière pédagogique ce qui évolue avec le temps. Les guerres, les dynasties, des mouvements sociaux, l'histoire de l'art, sont souvent présentés sur des lignes du temps.
- Des lignes du temps ont aussi été utilisées pour les biographies.

## Utilité
- Elle peut être utilisée pour la gestion de projet (représentation de l'avancée d'un projet et des étapes restant à parcourir) ;
- Elle est un outil collaboratif quand la ligne de temps est ouverte à divers acteurs ;
- Pour l'historien et pour l'analyste d'un processus, elle permet de montrer l'ordre chronologique dans lequel se sont déroulés les événements liés par le sujet. Plusieurs flèches du temps présentées en parallèle permettent de détecter d'éventuelles corrélations temporelles (ex : entre histoire du climat et celle des migrations humaines).
- Elle peut être utilisée aussi comme outil utilisé en histoire pour déterminer la chronologie.
- Selon le programme de formation de l'école québécoise, les élèves du primaire apprennent à construire et interpréter la ligne du temps tout au long de leur parcours[1],[2],[3].

## Types d'échelles temporelles
- Toutes les échelles, du milliard d'années, en passant par le million d'années jusqu'aux nanosecondes peuvent être utilisées selon l'évènement qu'on veut décrire.
- Certains logiciels permettent de zoomer dans le temps d'une flèche de temps très riche en information.
- La plupart des échelles sont linéaires (une unité de distance est égale à un montant fixé de temps), mais dans certains cas (l'apparition des espèces par exemple), elles peuvent être de type logarithmique.

Un calendrier de l'évolution compte en millions d'années, alors que l'émission de particules dans un collisionneur est presque instantanée calendrier logarithmique utilisent une échelle logarithmique pour représenter le temps.

## Types d'échelles du temps
Il existe de nombreuses méthodes de visualisation pour les délais. Historiquement, elles ont d'abord été des représentations statiques et généralement dessinées ou imprimées sur papier, plus ou moins bien mises en valeur par le design et la capacité de l'artiste ou illustrateur à rendre visible des données. La carte de Minard (1861) de l'invasion de la Russie par Napoléon est un exemple d'un calendrier non standard qui utilise également la géographie dans le cadre de la visualisation.
Grâce à l'informatique, les échelles ne sont plus limitées par l'espace ni par d'autres limitations fonctionnelles antérieures. Les échelles de temps sont devenues numériques et interactives, généralement créées avec des logiciels pouvant intégrer images, films, liens et hypertexte.

## Éléments d'une frise chronologique
Une ligne du temps facile à lire doit contenir certains éléments indispensables.
- Le titre est précis (époque, évènements, sujet traité).
- La droite, sur laquelle les éléments sont inscrits, est le principal élément, est d’orientation horizontale et désigne le temps qui passe.
- Des points de repère, placés à intervalles réguliers, sont inscrits sur la droite et aident à se retrouver dans le temps.
- Des éléments historiques importants sont marqués avec un trait sur la droite (faits, évènements, périodes). Les éléments marquants une période de temps sont représentés par une zone colorée.
- Les frises chronologiques contenant des couleurs ou des symboles ont une légende descriptive.

## Logiciels
Pour construire, coconstruire ou animer des flèches du temps, il existe de nombreux logiciels :
- Simile[5],[6], widget conçu par le MIT (Massachusetts Institute of Technology) pour visualiser des événements (logiciel libre).
- Chron’OOo, plugin pour OpenOffice Draw, peut créer des axes ou frises chronologiques (avec didacticiel)
- XTimeline[7], plateforme d’exploration, de création, de partage de lignes du temps où les évènements peuvent être commentés. À chaque rendez-vous, peuvent être associées des images, vidéos, séquences en Flash… Pour utiliser XTimeline l'inscription est gratuite mais nécessaire.
- SmartDraw, crée des graphiques et représentation avec des modèles prêts à l'emploi de lignes du temps s’intégrant facilement dans des fichiers traitement de texte, tableurs et de présentation. (version d’essai ou payante)
- CircaVie, ligne du temps interactive avec ajout de photos et de vidéos sur les points temporels à annoter. Chaque timeline créée avec CircaVie se présente sous la forme d’un fichier Flash avec la capacité d’exportation sur un site ou un blog.
- Timeline Maker[8], simple, avec mode horizontal ou vertical, mais payant, avec version d’essai de 30 jours téléchargeable sur le site officiel. Tutoriel[9].
- OpenMind 2 de Match Warre (payant avec version d’essai), permet exportation de fichiers « ligne du temps » en multiples formats.
- IN-HEH Timeline[10], éditeur de frise chronologique et moteur de recherche.
- Timeline Software, ligne du temps interactive avec images[11].
- Histomania, plateforme en allemand de création de lignes du temps[12].
- HyperHistory, frise chronologique historique[13]
- Timeline Project[14] de Sourceforge, logiciel GPL au graphisme simple mais à l'utilisation et la navigation aisées. Peut exporter en image vectorisée.
- Rainlendar[15], logiciel de type calendrier avec « applications riches ».
- Cyber ligne du temps[16] (Canada), et ligne du temps interactive dont le logiciel est librement téléchargeable[17],[18].